# Aeonium percarneum
Aeonium percarneum es una especie de planta tropical con hojas suculentas del género Aeonium en la familia Crassulaceae.

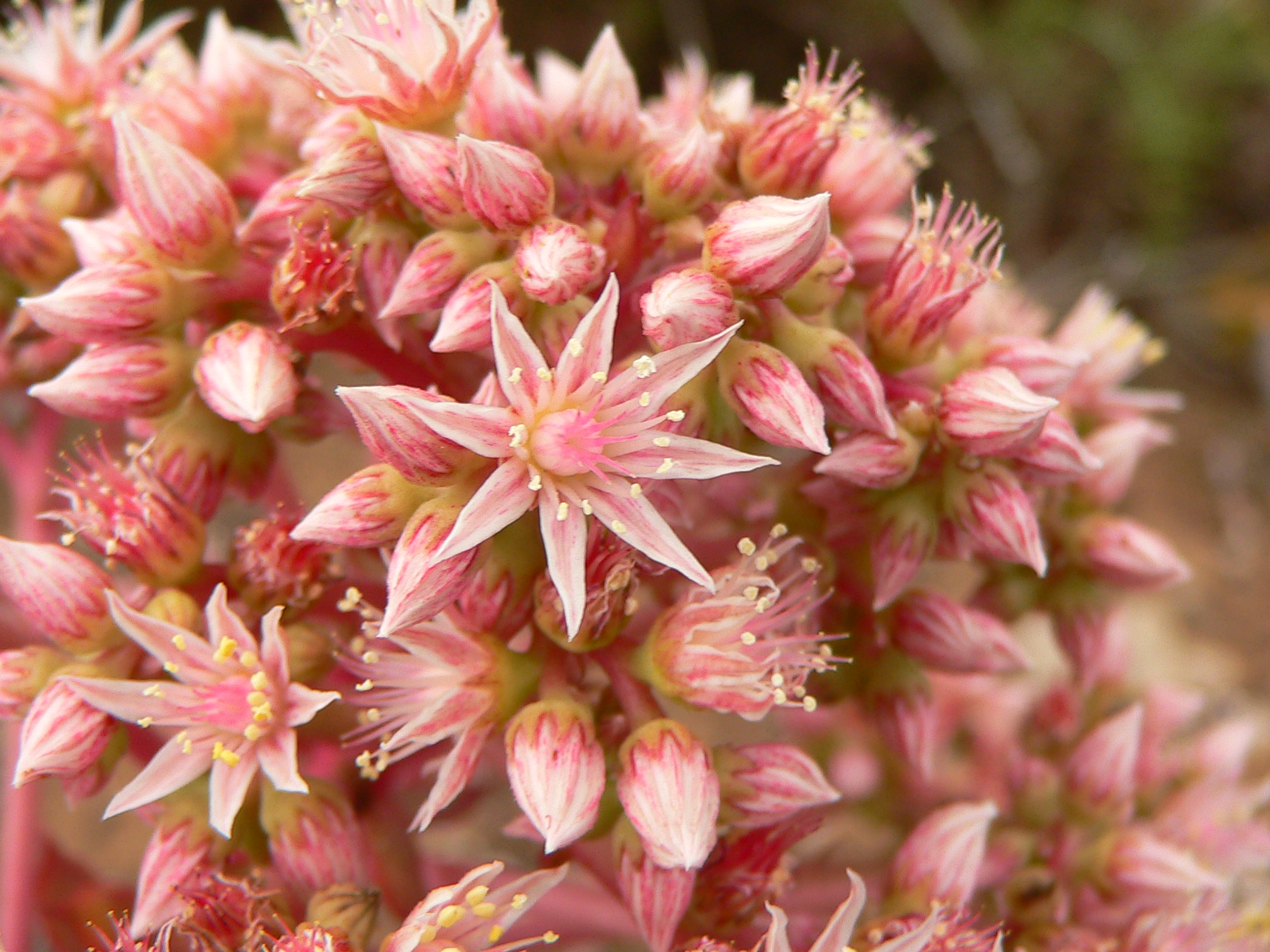
Inflorescencia

## Descripción
Pertenece al grupo de especies arbustivas ramificadas. Las flores son de color rosado o blanco con listas rosadas. Las hojas se disponen en rosetas mayores de 5 cm, son glabras y poseen cilios curvos en el borde. El cáliz de las flores es pubescente.

## Distribución geográfica
Aeonium percarneum es un endemismo de Gran Canaria en las Islas Canarias.

## Taxonomía
Aeonium percarneum fue descrita por  (Murray) Pit. & Proust.   y publicado en Iles Canaries 191. 1909.
Etimología
Ver: Aeonium
percarneum:  epíteto que deriva de las palabras latinas per, que significa "completo o muy" y carnus, que significa "carne", pudiendo hacer referencia al borde de las hojas que suele tener un color rojo.
Sinonimia
- Aeonium percarneum var. guiaense G.Kunkel
- Aldasorea percarnea (R.P.Murray) F.Haage & M.Schmidt
- Sempervivum percarneum R.P.Murray basónimo[4]

## Nombres comunes
Bejeque rosado de Gran Canaria